# КазСат
„КазСат 1“ е първият изкуствен спътник на Казахстан.
Изстрелян e с ракета-носител „Протон“ от космодрума Байконур на 18 юни 2006 година
Представлява комуникационен спътник, изведен в геосинхронна орбита на височина около 36 000 километра над Земята. Спътникът ще предава информация за Казахстан, съседни части от Русия и Централна Азия.
През юли 2008 година контактът със спътника е частично изгубен, а през октомври същата година е изгубен напълно.